# Erik Westlin

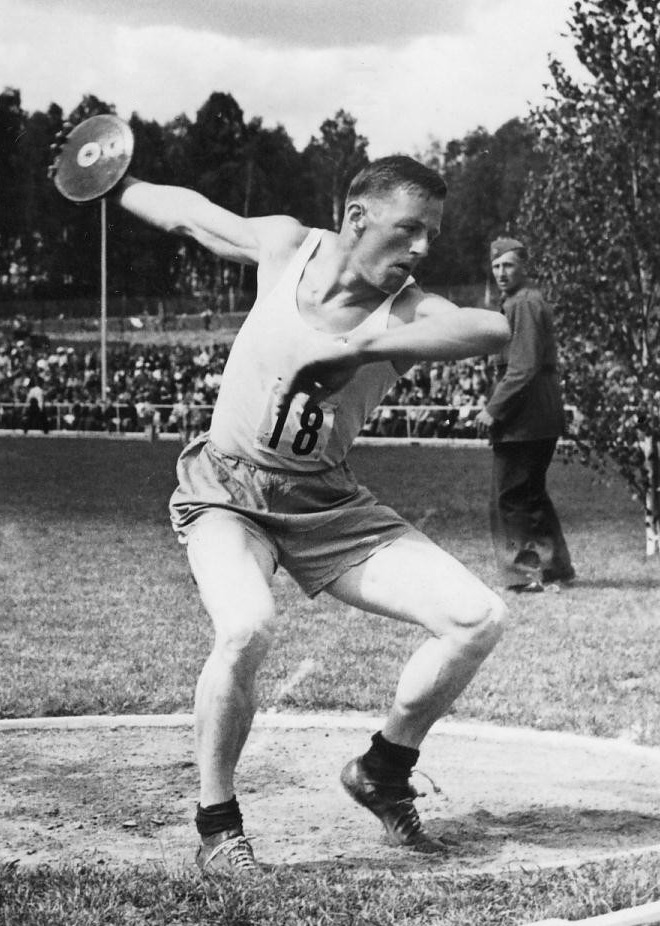
Erik Westlin in den 1940er Jahren

Erik Westlin (* 23. Februar 1913; † 8. April 1977) war ein schwedischer Diskuswerfer.
Bei den Leichtathletik-Europameisterschaften 1946 in Oslo wurde er Sechster.
1942 und 1946 wurde er Schwedischer Meister. Seine persönliche Bestleistung von 49,03 m stellte er am 31. August 1947 in Vingåker auf.